# Себастопол (Міссісіпі)
Себастопол (англ. Sebastopol) — місто (англ. town) в США, в округах Скотт і Лік штату Міссісіпі. Населення — 266 осіб (2020).

## Географія
Себастопол розташований за координатами 32°34′5″ пн. ш. 89°20′1″ зх. д. / 32.56806° пн. ш. 89.33361° зх. д. (32.567945, -89.333529).  За даними Бюро перепису населення США в 2010 році місто мало площу 3,89 км², уся площа — суходіл.

## Демографія
Згідно з переписом 2010 року, у місті мешкали 272 особи в 109 домогосподарствах у складі 69 родин. Густота населення становила 70 осіб/км².  Було 125 помешкань (32/км²).
Расовий склад населення:
| - 76,8 % — білих - 19,9 % — чорних або афроамериканців - 3,3 % — осіб інших рас |

До двох чи більше рас належало 0,0 %. Частка іспаномовних становила 3,3 % від усіх жителів.
За віковим діапазоном населення розподілялося таким чином: 30,1 % — особи молодші 18 років, 55,9 % — особи у віці 18—64 років, 14,0 % — особи у віці 65 років та старші. Медіана віку мешканця становила 34,0 року. На 100 осіб жіночої статі у місті припадало 82,6 чоловіків;  на 100 жінок у віці від 18 років та старших — 81,0 чоловіків також старших 18 років.
Середній дохід на одне домашнє господарство  становив 67 825 доларів США (медіана — 58 500), а середній дохід на одну сім'ю — 77 193 долари (медіана — 69 250). За межею бідності перебувало 22,9 % осіб, у тому числі 33,3 % дітей у віці до 18 років та 0,0 % осіб у віці 65 років та старших.
Цивільне працевлаштоване населення становило 160 осіб. Основні галузі зайнятості: освіта, охорона здоров'я та соціальна допомога — 33,8 %, виробництво — 15,0 %, будівництво — 12,5 %.